# Новые Лангры
Новые Лангры — упразднённое село в Охинском районе Сахалинской области. На момент упразднения входило в состав Рыбновского сельсовета. Исключено из учётных данных не ранее 2004 года. 

## География
Располагалось на северо-западе области, на правом берегу реки Иркыр, на расстоянии приблизительно в 25 км (по прямой) к гоо-востоку от села Рыбновск.

## История
Возникло как посёлок при нефтепромыслах. По данным на 1937 год нефтепромысел Лангери Сахнефти входил в состав Луполовского сельсовета Рыбновского района. 
Постановлением Администрации Сахалинской области от 17.06.2004 № 84-па посёлок Новые Лангры преобразован в село.

## Население
| 1937 | 2002 |
| ---- | ---- |
| 8    | ↘2   |

Согласно результатам переписи 2002 года, в национальной структуре населения русские составляли 100 %.